# ジャック・スー
ジャック・スー（Jack Soo、1917年10月28日 - 1979年1月11日）は、アメリカ合衆国の日系アメリカ人俳優。シットコム『Barney Miller 』の刑事ニック・ヤマナ役で知られる。

## 経歴

### 生い立ち
1917年、日本からアメリカに向かう船上で生まれ、「スズキ・ゴロウ」と名付けられた。カリフォルニア州オークランドで育ち、第二次世界大戦時に日系人の強制収容所に入所させられた。ユタ州にあるトパーズ戦争移住センターに送還され、ダンス・パーティなど多くのイベントで歌を披露していたことから収容者たちから気に入られていた。
終戦後、本格的にエンターテイナーとして活動を始め、主に中西部にあるナイトクラブでスタンダップ・パフォーマーとして出演していた。中国系ナイトクラブで働くようになり、姓を「スー」に改名した(改名については諸説あり)。数年間ナイトクラブに出演し続け、出演者の1人でのちに『Barney Miller 』のプロデューサーとなるダニー・アーノルドと親しくなった。

### 経歴

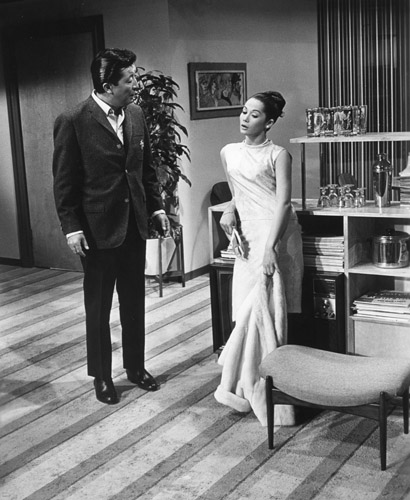
映画『フラワー・ドラム・ソング』のジャック・スーとナンシー・クワン

1958年、ブロードウェイ・ミュージカル『フラワー・ドラム・ソング』において、サンフランシスコの中国系ナイトクラブおよびキャバレーで行われるショーの司会者でコメディアンのフランキー・ウィン役で大ブレイクした。サンフランシスコのチャイナタウンを舞台としているため、中国風に改名することを条件に出演がオファーされたのである。この時、強制収容所で呼ばれていた「スー」という名を姓に採用した。上演期間中に「チャイナタウンのネイサン・デトロイト」とされるサミー・フォン役に変更となり、1961年の映画版『フラワー・ドラム・ソング』でもサミー・フォン役に配役された。
1962年11月27日、ジャック・ベニーの『ジャック・ミーツ・ジャパニーズ・エージェント』で初めて全国放送のテレビ番組に出演した。1964年、アンソニー・フランシオサ主演のシットコム『Valentine's Day 』において、重要な役柄であるポーカー詐欺師役で毎週出演した。その後の数十年、ベトナム共和国陸軍大佐役を演じた『グリーン・ベレー』(1968年)、ミュージカル映画『モダン・ミリー』(1967年)などの映画のほか、『ハワイ5-0』、『おかしな二人』、『マッシュ』などのテレビ・ドラマにゲスト出演した。
1965年、モータウン・レコードにアフリカ系アメリカ人ではない初のアーティストの1人として所属した。この間、『For Once in My Life 』のスロー・バラード版をレコーディングした初の男性歌手となった。しかしこのレコードはリリースされず、モータウン・アーカイヴに棚上げされた。その直後、この曲はスティーヴィー・ワンダーにより有名になった。

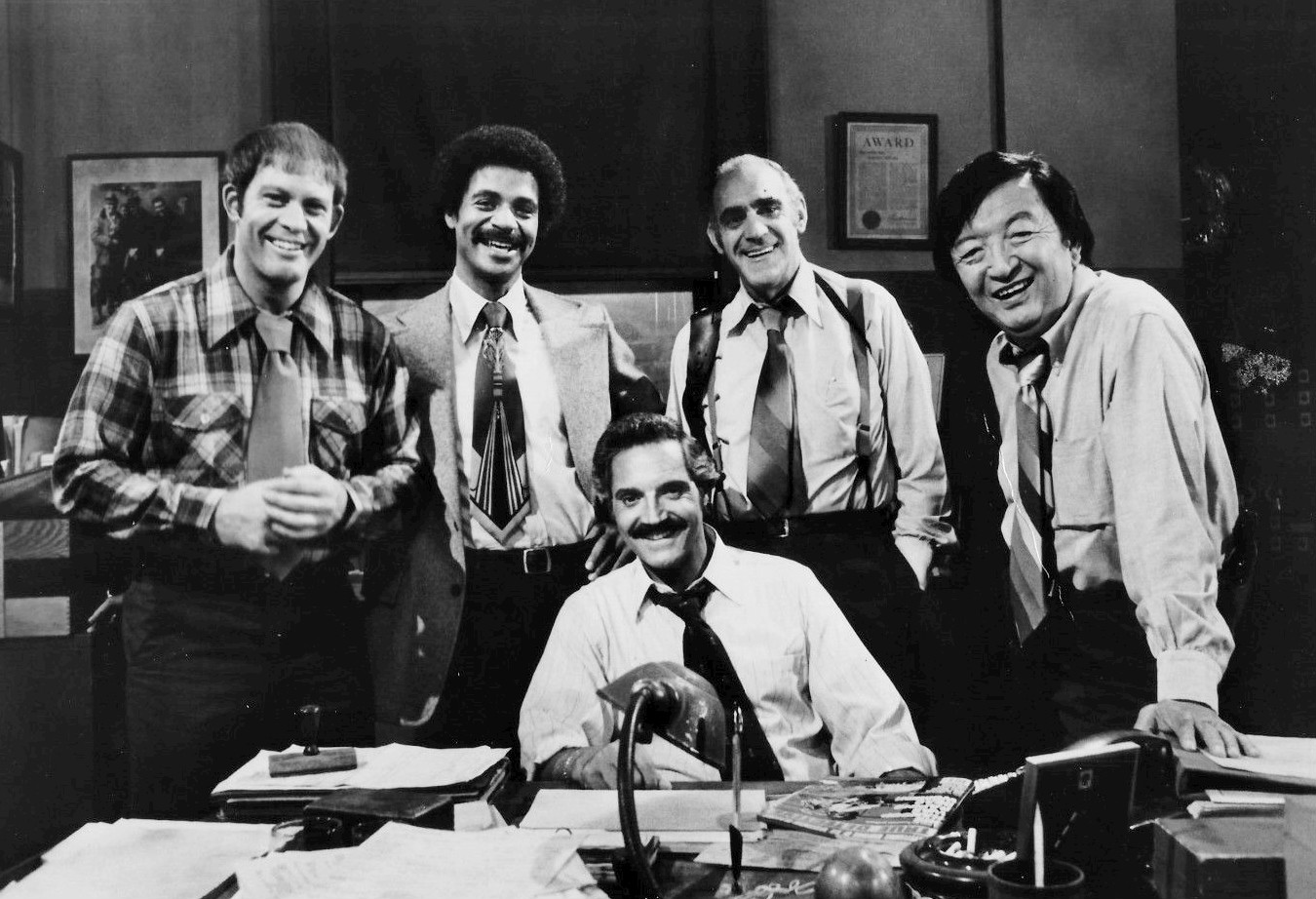
『Barney Miller 』出演者。スーは右端。

1975年、ABCのシットコム『Barney Miller 』において、のんきな皮肉屋である刑事ニック・ヤマナ役でもっともよく知られるようになった。毎回まずいコーヒーをいれては飲んで驚くのが恒例であった。
アジア系アメリカ人の品位を傷つけるような役は受けず、民族的にマイナスな描き方をされた時は声高に反対意見を述べることもあった。

### 私生活
モデルのJan Zdelarと結婚し、3人の子と2人の孫をもうけた。

### 死去
1978年から1979年の『Barney Miller 』第5シーズン中、食道癌と診断された。すぐに転移し、1979年1月11日、UCLA医療センターにおいて61歳で亡くなった。1978年11月9日のエピソード『The Vandal 』が最後の出演となった。
ニック・ヤマナ刑事の役柄およびスー自身の人柄により、プロデューサーらはベスト・シーンを集約した特別追悼エピソードを製作し、シーズン最後に放送した。この放送の最後に、出演者たちはコーヒー・カップをかかげてスーへの最後の別れを告げ、視聴者の心を打った。

## 出演作品
| 映画       | 映画                                                | 映画                                       | 映画                                                                                          |
| 年         | 題                                                  | 役                                         | 特記                                                                                          |
| ---------- | --------------------------------------------------- | ------------------------------------------ | --------------------------------------------------------------------------------------------- |
| 1961       | フラワー・ドラム・ソング Flower Drum Song           | サミュエル・アダムス 'サミー' フォン       |                                                                                               |
| 1963       | 僕のベッドは花ざかり Who's Been Sleeping in My Bed? | ヨシミ・ヒロチ                             |                                                                                               |
| 1966       | オスカー The Oscar                                  | サム                                       |                                                                                               |
| 1967       | モダン・ミリー Thoroughly Modern Millie             | アジア人1                                  |                                                                                               |
| 1968       | グリーン・ベレー The Green Berets                   | カイ大佐                                   |                                                                                               |
| 1978       | 続・星の国から来た仲間 Return from Witch Mountain   | ヨコモト                                   |                                                                                               |
| テレビ     |                                                     |                                            |                                                                                               |
| 年         | 題                                                  | 役                                         | 特記                                                                                          |
| 1962       | The Jack Benny Program                              | 本人                                       | エピソード: Jack Meets a Japanese Agent                                                       |
| 1964       | Valentine's Day                                     | ロックウェル・シン                         |                                                                                               |
| 1965       | The Wackiest Ship in the Army                       | シル                                       | エピソード: Shakedown                                                                         |
| 1966       | Summer Fun                                          | シドニー                                   | エピソード: Pirates of Flounder Bay                                                           |
| 1968, 1971 | Julia                                               | ツリー・マン ウォレン・ワザク判事          | エピソード: I'm Dreaming of a Black Christmas エピソード: Courting Time                       |
| 1969       | サンフランシスコ用心棒 The Monk                     | ヒップ・ガイ                               | ABC テレビ映画                                                                                |
| 1970       | ハワイ5-0 Hawaii Five-O                             | サム・クォン                               | エピソード: The One with the Gun                                                              |
| 1971       | ネーム・オブ・ザ・ゲーム The Name of the Game       | ジョージ・クワン巡査部長                   | エピソード: The Man Who Killed a Ghost                                                        |
| 1971       | The Jimmy Stewart Show                              | ウッドロウ・ヤマダ                         | エピソード: Pro Bono Publico エピソード: Cockadoodle Don't                                    |
| 1972       | おかしな二人 The Odd Couple                         | チャック・マイ・チン                       | エピソード: Oscar's Promotion                                                                 |
| 1972, 1975 | マッシュ M*A*S*H                                    | Charlie Lee Quoc                           | エピソード: To Market, to Market エピソード: Payday                                           |
| 1973       | She Lives!                                          | オシカワ医師                               | ABC テレビ映画                                                                                |
| 1974       | 鬼警部アイアンサイド Ironside                       | ジョー・リー ジョー・リー シン・ホー       | エピソード: Amy Prentiss (1) エピソード: Amy Prentiss (2) エピソード: The Over-the-Hill Blues |
| 1974, 1975 | Police Story                                        | タイスケ ブルース・チャン ブルース・チャン | エピソード: The Hunters エピソード: Year of the Dragon (1) エピソード: Year of the Dragon (2) |
| 1975       | Police Woman                                        | レッド・スター                             | エピソード: The Bloody Nose                                                                   |
| 1975–1979  | Barney Miller                                       | ニック・ヤマナ巡査部長                     | (最後のテレビ出演)                                                                            |
| 1977       | Busting Loose                                       | フーファット                               | エピソード: House of Noodles                                                                  |